# آنا تاتیشویلی
 آنا تاتیشویلی (گرجی: ანა ტატიშვილი؛ زادهٔ ۳ فوریهٔ ۱۹۹۰) یک تنیس‌باز اهل گرجستان است.